# Naučná stezka Žizníkovský rybník

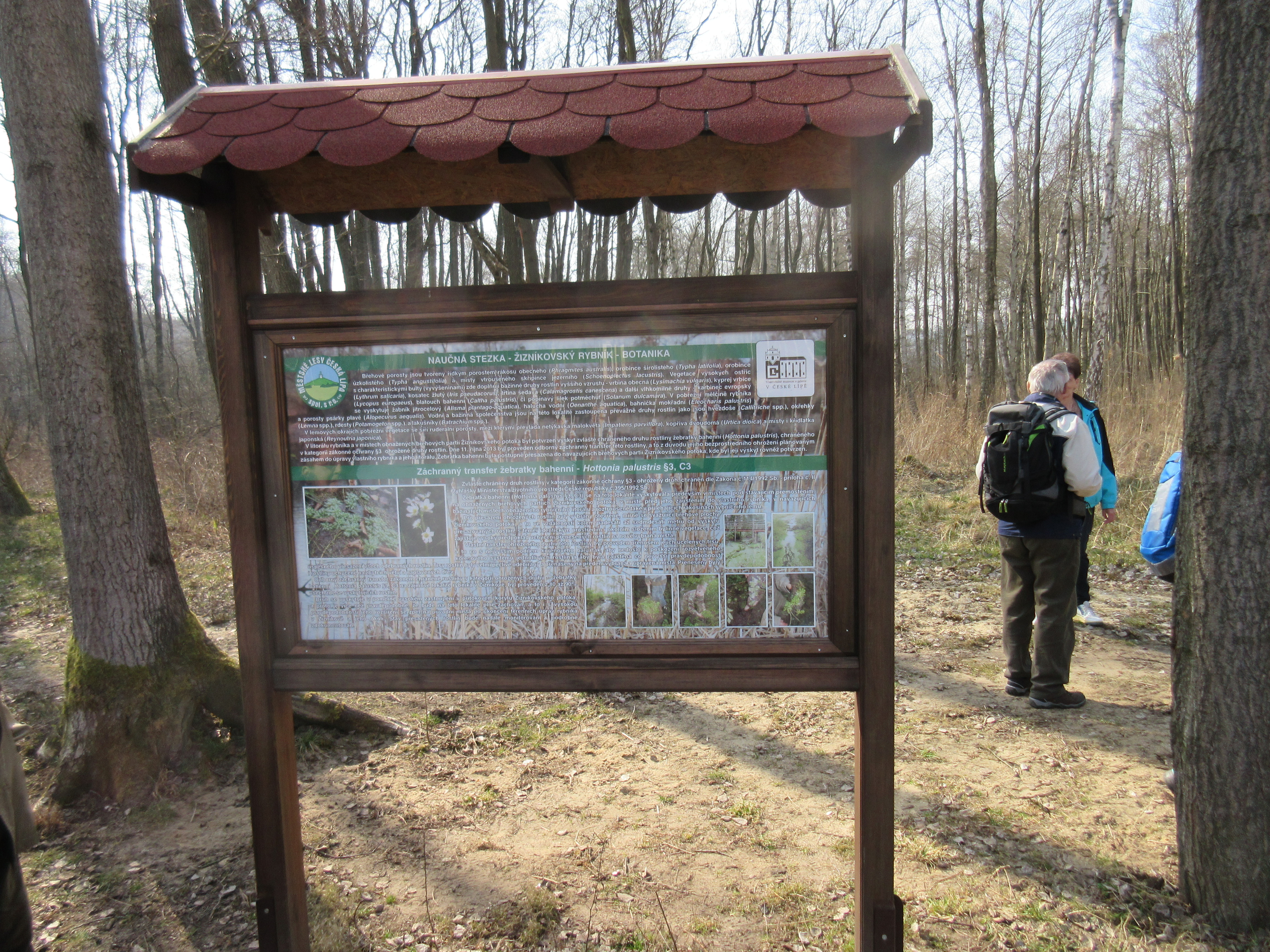
Tabule naučné stezky Žizníkovský rybník

Naučná stezka Žizníkovský rybník začala být budována v Žizníkově poblíž České Lípy u Žizníkovského rybníka v roce 2013 z iniciativy vedení města Česká Lípa organizací Městské lesy Česká Lípa spol. s r.o. 

## Základní údaje
Tabule i vedení naučné stezky jsou ve stylu ostatních naučných stezek města. Informační tabule nejsou očíslované, nejsou zde směrovky. Trasa navazuje nepřímo na značené turistické cesty Klubu českých turistů, v tomto případě na červenou z České Lípy do Mimoně poblíž řeky Ploučnice a nedalekou Cyklostezku Vlčí důl. Není zde velké převýšení a žádné překážky, trasu lze projít i rodinami s dětmi či projet na kole. Centrální lokalitou stezky je upravená lokalita Žizníkovského rybníka. V plánu je tuto naučnou stezku napojit přes Nový Žizníkov na 500 metrů vzdálenou Hubertovu naučnou stezku na okraji českolipské čtvrti Svárov.

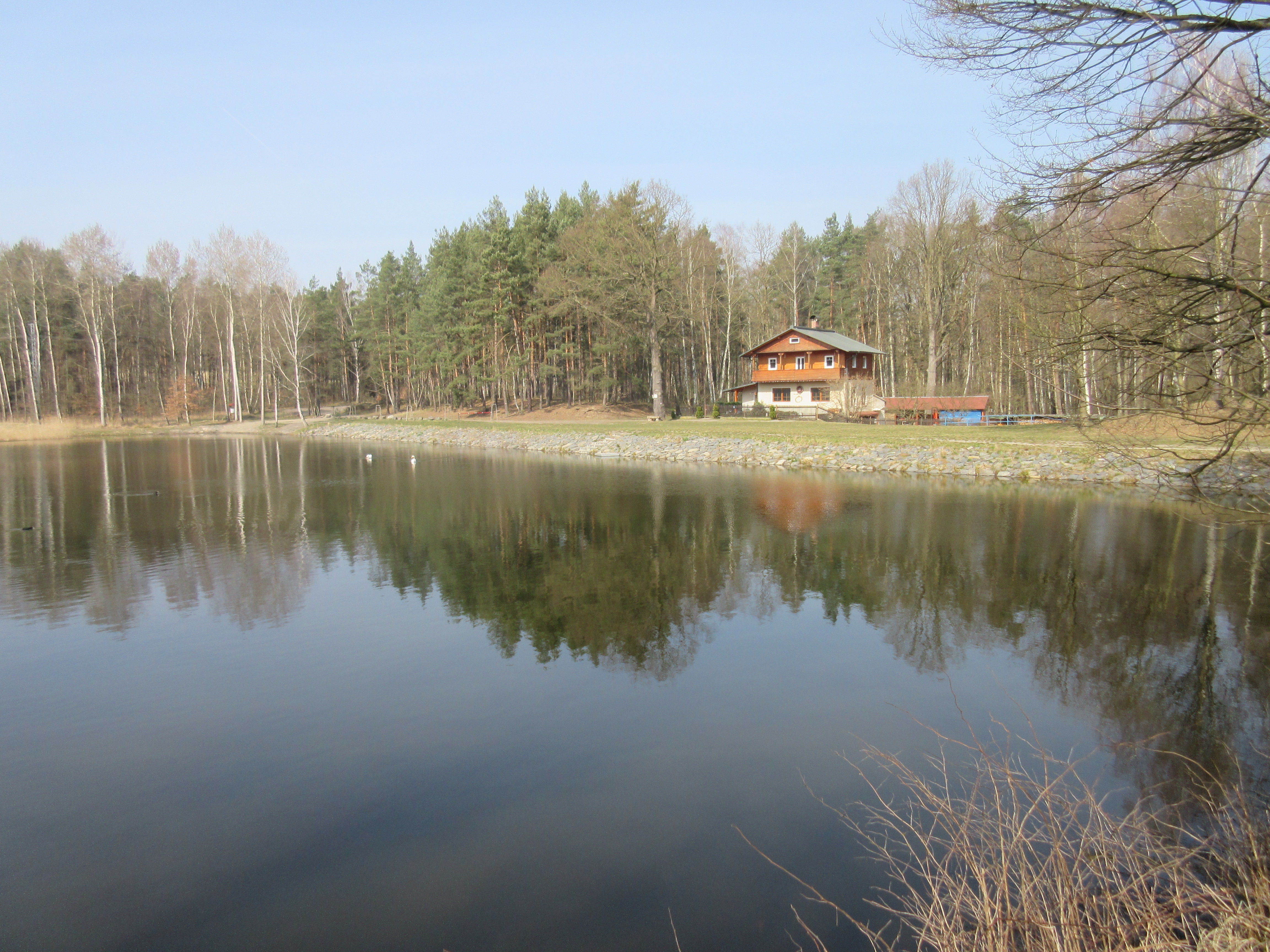
Žizníkovský rybník z boku